# دراژووکی
دراژووکی (به چکی: Dražůvky) یک منطقهٔ مسکونی در جمهوری چک است که در ناحیه هودونین واقع شده‌است. دراژووکی ۵٫۱۵ کیلومتر مربع مساحت و ۲۷۷ نفر جمعیت دارد و ۱۹۳ متر بالاتر از سطح دریا واقع شده‌است.